# Actinonaias pectorosa
Actinonaias pectorosa е вид мида от семейство Unionidae. Видът е почти застрашен от изчезване.

## Разпространение
Разпространен е в САЩ.